# Grafschaft Maden
Die Grafschaft Maden, seit Kaiser Otto I. ein Reichslehen, aber von 1118 an ein Lehen der Erzbischöfe von Mainz, war eine der hessischen Gaugrafschaften, in die das fränkische Hessen während und nach dem Ende der Vorherrschaft der Konradiner zersplitterte. Zunächst wurde das Adelsgeschlecht Werner mit der Grafschaft belehnt, später ging Maden an die Gisonen und kurz darauf nach deren Aussterben an die Ludowinger. Aus dem Territorium entwickelte sich über einen Zeitraum von etwa 250 Jahren die Landgrafschaft Hessen.

## Zerfall der konradinischen Herrschaft
Nach dem Tod des Herzogs Eberhard von Franken aus dem Hause der Konradiner in der Schlacht bei Andernach 939 erlosch das Herzogtum der Konradiner, das das Gebiet von Hessen mit eingeschlossen hatte. Die verbliebenen Mitglieder der Familie starben oder verloren nach und nach ihre Grafschaften, und statt ihrer wurden königliche Verwalter, Amts- oder Titulargrafen, eingesetzt. Sowohl unter den Ottonen als auch unter den Saliern wurden die hessischen Gebiete von Grafen aus verschiedenen und wechselnden Geschlechtern verwaltet, die zunächst vom König eingesetzte Amtsgrafen waren, im Laufe der Zeit jedoch erbliche Territorialherrschaften errichteten.
Zu diesen hessischen Gauen bzw. Gaugrafschaften gehörten unter anderem der Hessengau (etwa Nordhessen nach dem Vorschlag des Geographentages 1973 sowie zusätzlich die östliche Hälfte des heutigen Warburg, jedoch ohne den Ittergau und ohne die Gebiete östlich der Werra und östlich vom Hohen Meißner), der Ittergau (an Itter und oberer Diemel), der Perfgau (um Breidenbach), der Lahngau (Oberlahngau um Marburg, sowie Niederlahngau von Weilburg bis Limburg), der Erdagau (im heutigen Lahn-Dill-Kreis), der Wetter(g)au, der Niddagau (Friedberg, Bad Homburg vor der Höhe), der Kinziggau, der Maingau, der Rheingau (Wiesbaden, Darmstadt), der Gotzfeldgau in Südhessen und der Oberrheingau (Heppenheim, Bürstadt). Bekannte Grafengeschlechter schon in der älteren post-karolingischen Epoche waren die Grafen Gozmar an der unteren Eder (die vermutlich Vorfahren der späteren Grafen von Reichenbach und von Ziegenhain waren), die Grafen Thiemo (oder Tiemo) an der oberen Lahn und Eder (wahrscheinlich die Vorfahren der Grafen von Wittgenstein-Battenberg), und die Grafen Giso im oberen Lahngau, die später auch die Grafschaft Maden erbten.

## Teilung des Hessengaus und Herrschaft der Werner
Das Gebiet der Grafschaft Maden bzw. Maden-Gudensberg umfasste insbesondere den Raum von Fritzlar, Kassel, Spangenberg, Melsungen, Homberg an der Efze und Rotenburg an der Fulda. Zum Herrschaftsgebiet der Grafschaft gehörten zeitweise auch die Stifte Fritzlar, Weilburg und Worms, die Klöster Breitenau, Hasungen und Kaufungen, die Vogtei von Hersfeld und die Herrschaft Bilstein an der Werra.
Nach dem Tod des Grafen Dodiko, Graf im Hessengau, Ittergau und Nethegau, im Jahre 1020 teilte König Heinrich II. dessen Amtsbereich und gab den sächsischen Nordteil des Hessengaus an den Bischof von Paderborn, während der fränkische Südteil an Tammo/Thankmar ging. Schon sechs Jahre später, 1027, belehnte König Konrad II. seinen schwäbischen Gefolgsmann Werner von Winterthur mit dem fränkischen Teil, und dieser verwaltete hinfort als Graf Werner I. von Maden den fränkischen Hessengau. Als primicerius et signifer regis war Werner Vorstreiter und Bannerträger des Heiligen Römischen Reiches, ein Amt, das auch seine drei namensgleichen Nachfolger innehatten. Bevor Werner I. am 22. August 1040 beim Feldzug von Heinrich II. gegen Břetislav I. von Böhmen fiel, hatte er mehrere andere Grafschaften im Lahntal erworben und war Vogt der Reichsabtei Kaufungen geworden.
Werner II., sein Sohn und Nachfolger, kam in der Normannenschlacht bei Civitate 1053 ums Leben, ebenfalls als Bannerträger des Reiches. Werner III. hatte zusammen mit Erzbischof Adalbert von Bremen erheblichen Einfluss auf den jungen König Heinrich IV. und die Reichspolitik, wurde aber schon 1065 im Alter von nicht einmal 25 Jahren in einem Handgemenge in Ingelheim erschlagen. Werner IV. hatte auf Grund der erfolgreichen Erbschaften und Arrondierungspolitik seiner Vorfahren ausgedehnten gräflichen Besitz und Vogteien über Klöster und Stifte im Hessengau (z. B. Fritzlar, Hasungen, Kaufungen, Breitenau), Lahngau, Neckargau und im Raum Lorch und Worms. Als er 1121 als der letzte seines Hauses starb, war er der bei weitem mächtigste Graf in Hessen.

## Die Grafschaft unter den Gisonen und Ludowingern
Nach dem Tod Werners IV. kam die Grafschaft 1121 an Giso IV. aus dem Geschlecht der Gisonen, die bereits im Lahngau weitläufigen Besitz hatten. Sie fiel aber schon 1137 nach dem Tod seines Sohnes Giso V. und durch die Ehe seiner Erbtochter Hedwig mit Graf Ludwig von Thüringen an die thüringischen Ludowinger. Graf Ludwig wurde als Ludwig I. erster Landgraf von Thüringen.
Durch erhebliche Zuerwerbungen unter den Grafen Werner und den Gisonen wuchs der Herrschaftsbereich der Grafen von Maden stetig an. Dies fand auch Ausdruck in der allmählichen Umbenennung der Grafschaft in die von Gudensberg bzw. von Hessen oder auch Niederhessen. Unter den Ludowingern wurde die Grafschaft, nun als Grafschaft Gudensberg oder Grafschaft Hessen bezeichnet, meist von einem jüngeren Bruder des regierenden Landgrafen verwaltet – so nacheinander von Heinrich Raspe I., Heinrich Raspe II., Heinrich Raspe III. und Konrad von Thüringen (Konrad Raspe). Nach dem Aussterben der Ludowinger mit dem Tod von Heinrich Raspe IV. 1247 kam die ehemalige, aber nun weit größere Grafschaft Maden-Gudensberg als Folge der thüringischen Erbfolgekriege an den Sohn von Heinrichs Nichte Sophie von Brabant, der 1247 auf der Mader Heide als Heinrich I. zum Landgrafen von Hessen ausgerufen wurde. 
Ab 1118, als Werner IV. sie dem Erzbischof von Mainz zu Lehen auftrug, war die Grafschaft mainzisches Lehen. Erst 1292 erlangte Landgraf Heinrich I. die Reichsfürstenwürde.

## Grafen
- Werner I. († 22. August 1040)
- Werner II. († 18. Juni 1053)
- Werner III. († 24. Februar 1065)
- Werner IV. († 22. Februar 1121)
- Giso IV. († 1122; ⚭ Kunigunde von Bilstein)
- Kunigunde von Bilstein (Regentin bis zur Volljährigkeit von Giso V.)
- Giso V. († 1137)
- Ludwig I. († 1140; 1. Landgraf von Thüringen; ⚭ Hedwig von Gudensberg, Tochter von Giso IV. und Kunigunde von Bilstein)